# 圣伊尼昂
圣伊尼昂（法語：Saint-Ignan，法語發音：[sɛ̃.t‿iɲɑ̃]）是法国上加龙省的一个市镇，属于圣戈当区。

## 地理
圣伊尼昂（43°9'33"N, 0°41'38"E）面积5.35 平方千米，位于法国奧克西塔尼大區上加龙省，该省份为法国西南部内陆省份，西南端与西班牙接壤，自此顺时针与上比利牛斯省、热尔省、塔恩-加龙省、塔恩省、奥德省和阿列日省接壤。
与圣伊尼昂接壤的市镇（或旧市镇、城区）包括：勒屈安、拉尔康、洛德、索和波马雷德、博尔德德里维耶尔。

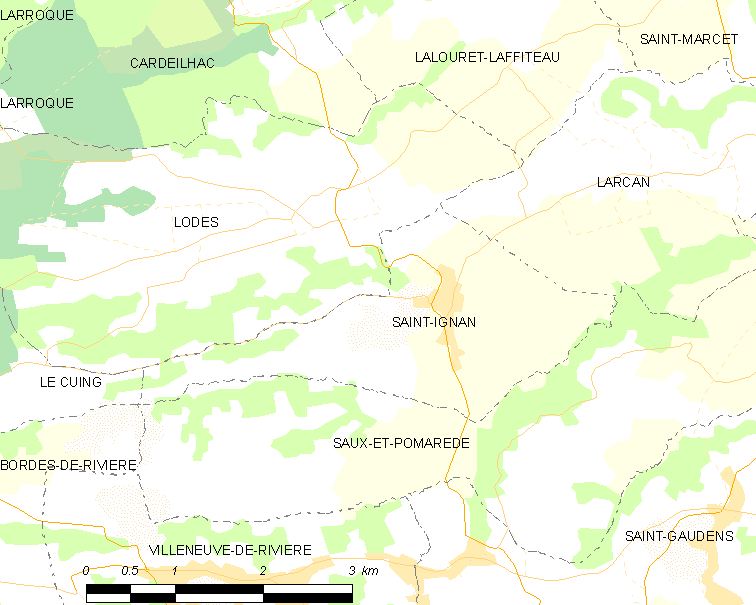
圣伊尼昂的OSM定位图

圣伊尼昂的时区为UTC+01:00、UTC+02:00（夏令时）。

## 行政
圣伊尼昂的邮政编码为31800，INSEE市镇编码为31487。

## 政治
圣伊尼昂所属的省级选区为圣戈当县。

## 人口

1962-2008年间圣伊尼昂人口变化图示

圣伊尼昂于2022年1月1日时的人口数量为222人。